# 礼乐街道
礼乐街道是中国广东省江门市江海区下辖的一個街道，總面積50平方公里，人口6.1萬。

## 行政区划
下轄3社區22村
- 社區：墟镇社区、文苑社区、文昌沙社区
- 村：英南村、跨龙村、雄乡村、雄光村、五四村、东仁村、东红村、英北村、敬和村、威西村、威东村、武东村、乌纱村、新创村、新丰村、新兴村、新华村、新民村、向前村、向荣村、向民村、向东村

## 辖內交通

### 高速公路
- 江珠高速公路

### 鐵路軌路
- 广珠城際鐵路礼乐站

### 橋樑
- 船厂跨江桥
- 礼乐大桥
- 江礼大桥

## 景点
- 长廊生态园

## 名人
- 曾志偉
- 曾寶儀
- 曾國祥